# Micaria connexa
Micaria connexa är en spindelart som beskrevs av O. Pickard-Cambridge 1885. Micaria connexa ingår i släktet Micaria och familjen plattbuksspindlar. Inga underarter finns listade i Catalogue of Life.